# Madonna col Bambino (Cima da Conegliano Louvre)
La Madonna col Bambino del Museo del Louvre è un dipinto ad olio su tavola (71x48 cm) di Cima da Conegliano, databile 1504-1507.
In generale le opere di Cima da Conegliano sono uniche, in questo caso particolare invece l'artista ha dipinto utilizzando anche dei Cartoni infatti si può notare la grande somiglianza di quest'opera con altre simili del medesimo artista:

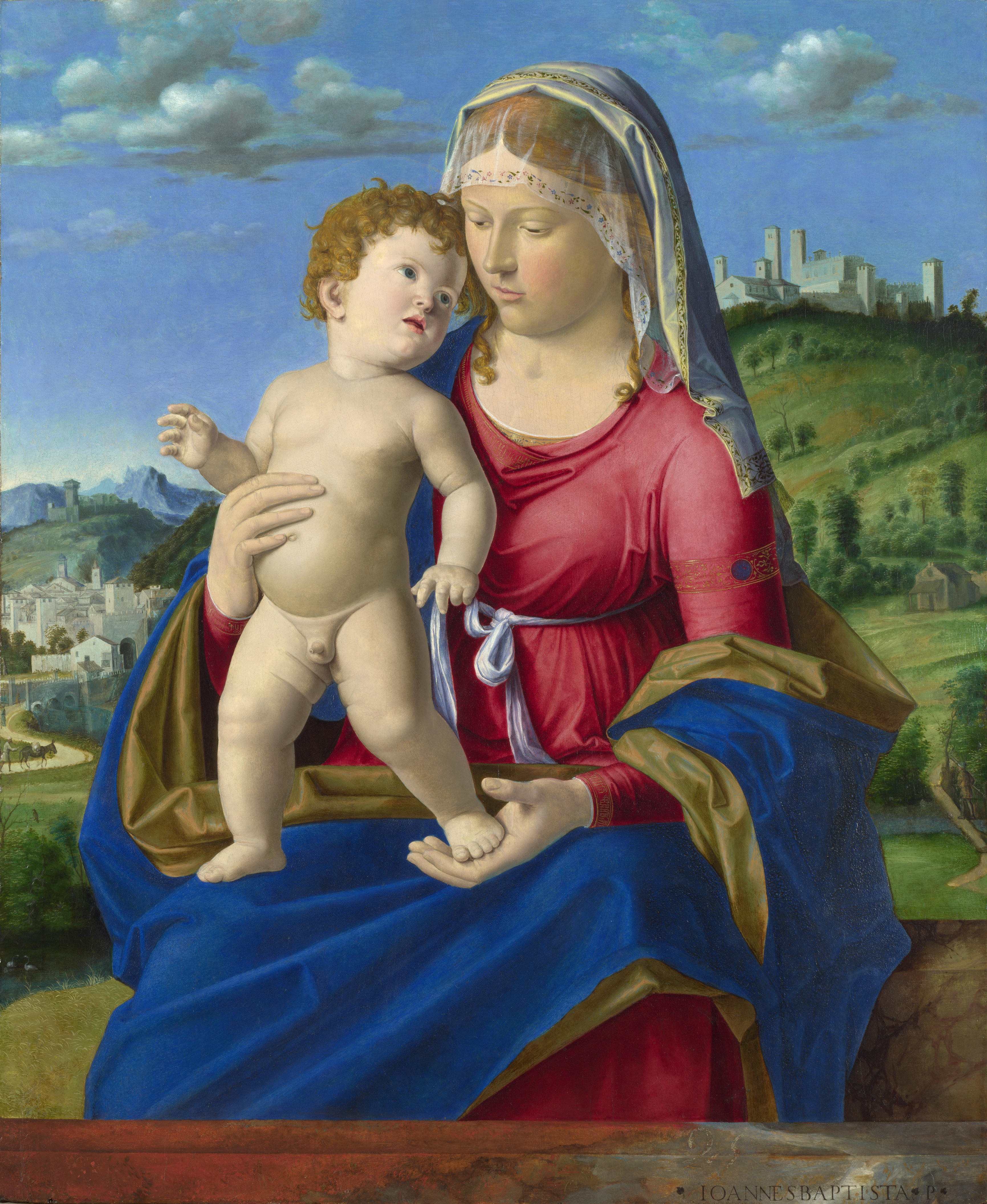
National Gallery di Londra
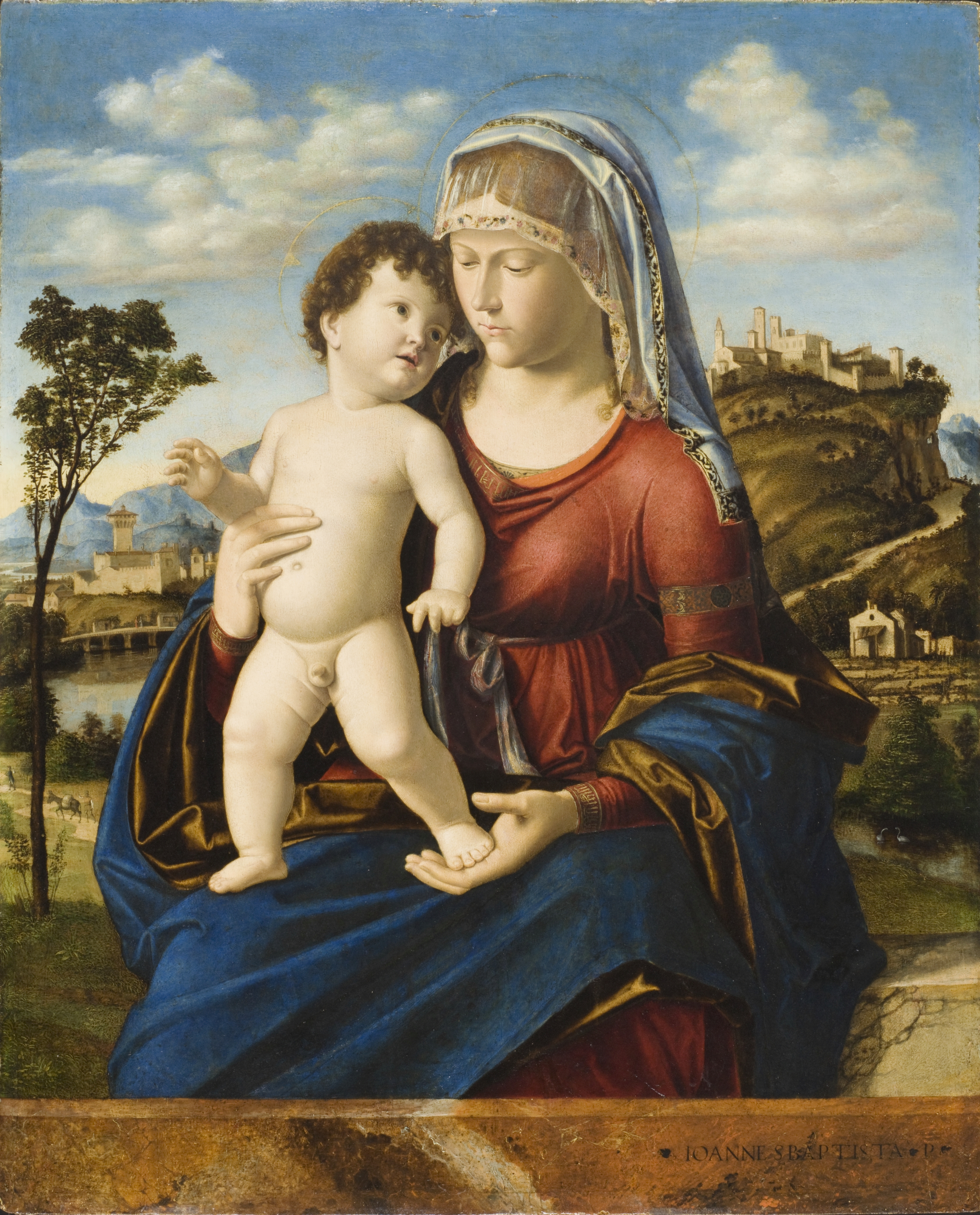
Los Angeles County Museum of Art
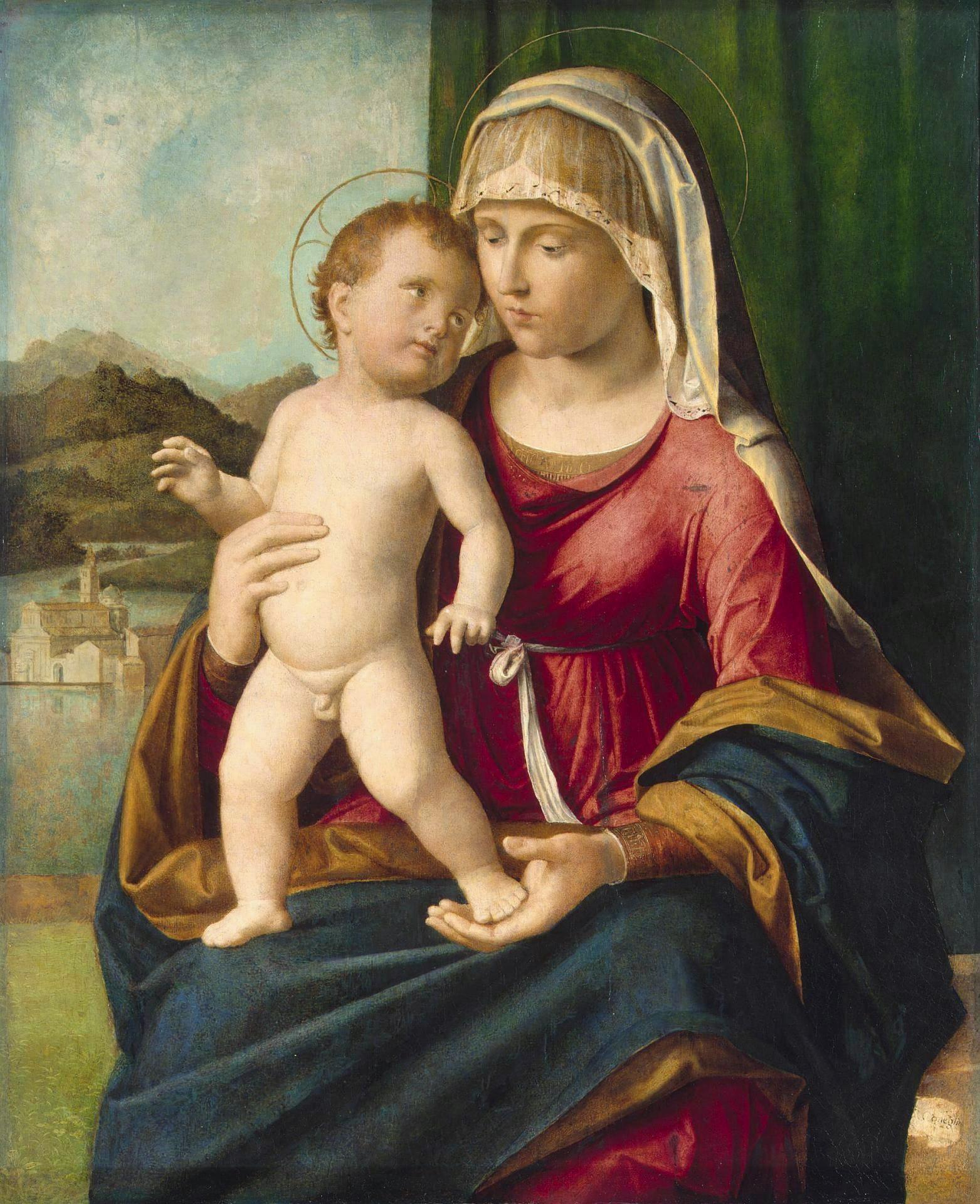
Museo dell'Ermitage di San Pietroburgo
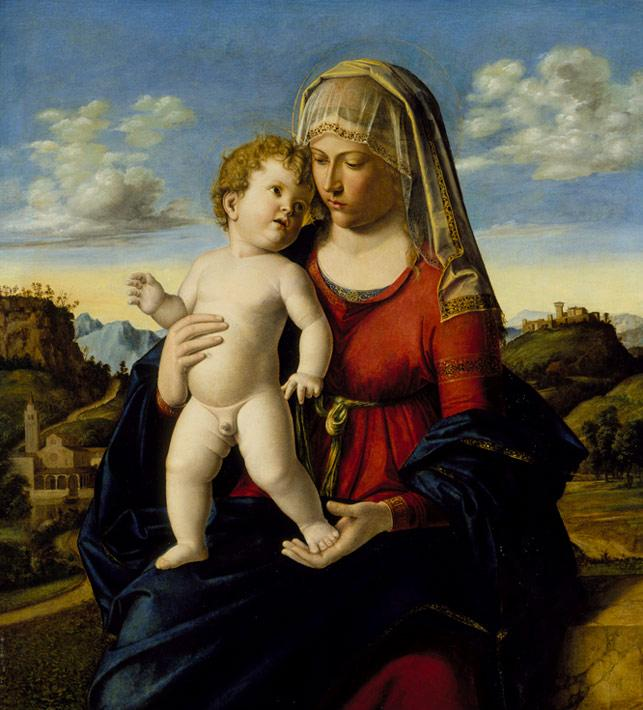
North Carolina Museum of Art
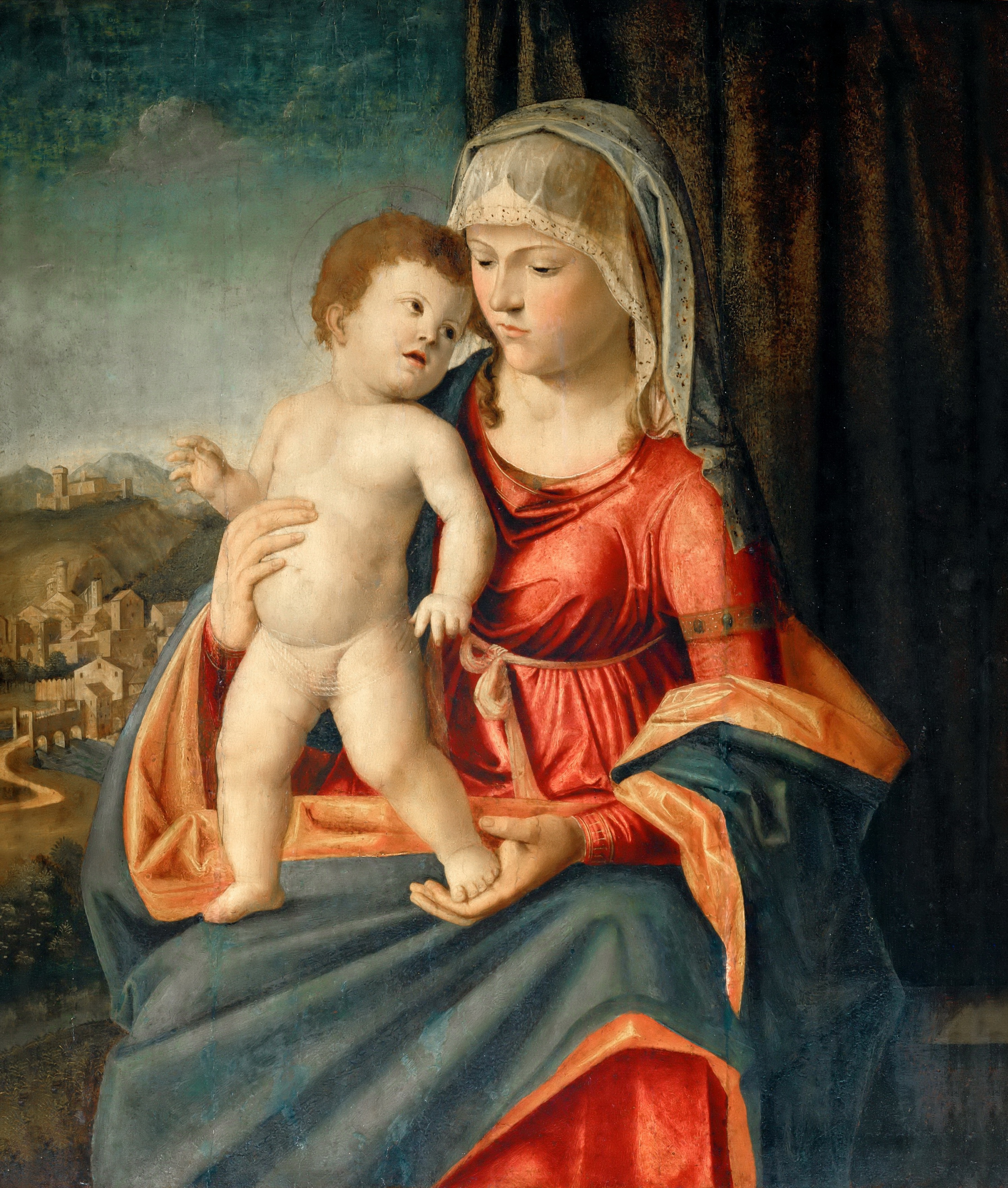
Museo del Louvre